# Окинава (префектура)
Окина́ва (яп. 沖縄県 Окинава-кэн, на окинавском языке — Утина:-кэн) — самая южная префектура Японии, которая состоит из сотен малых островов, образующих архипелаг Рюкю протяженностью более 1000 км. 
Площадь префектуры составляет 2276,49 км², население — 1 411 964 человека (1 августа 2014), плотность населения — 620,24 чел./км².
Административный центр префектуры — город Наха, также самый большой её город.
Спорная территория между Китаем и Японией — острова Сенкаку (острова Дяоюйдао) — также считается частью префектуры Окинава.

## История

### Доисторический период
Самым древним археологическим памятником каменного века на Окинаве считается пещера Ямасита I в городе Наха, возраст которой оценивается примерно в 32 тысячи лет. Уже в эпоху Дзёмон люди умели плавать на лодках-долблёнках, что подтверждается находками обсидиана и керамики, происхождением из префектуры Сага на Кюсю, в археологических памятниках Окинавы и Амами. Также на Кюсю находили керамику, происходящую из Окинавы. Это свидетельствует о существовании активных обменных связей между Окинавой и остальной Японией ещё в глубокой древности.

### Эпоха керамических раковин (1–10 вв.)
В этот период на Окинаве сельское хозяйство ещё не было развито, а основными средствами существования были рыболовство, охота и собирательство. Археологи относят это время к позднему периоду «эпохи раковин». Люди жили в земляных или наземных жилищах, а образ жизни можно проследить по многочисленным археологическим находкам — раковинам, костям и другим артефактам.
С VII по X века происходит переходный этап к «раннему периоду Гуску», когда начинают использоваться железные орудия, меняются погребальные обряды и возникает социальная дифференциация. Это указывает на формирование первых элементов социальной иерархии.
В то время Окинава не принадлежала ни одному государству и развивалась как самостоятельный культурный регион. Хотя существовали обменные контакты с югом Кюсю и островами Амами, влияние извне оставалось ограниченным. Языковая и этническая среда была уникальной, но при этом формировалась под воздействием различных культур, включая японскую и юго-восточноазиатскую.

### Период трёх королевств
В XIV веке на острове Окинава существовали три политических образования: Хокудзан (Северное королевство), Тюдзан (Центральное королевство) и Нандзан (Южное королевство). В 1429 году правитель Тюдзан, Сё Хаси, объединил остров, положив начало Первой династии Сё и созданию Королевства Рюкю. С этого времени усиливаются торговые отношения с Китаем, а также распространяется китайская письменность и культура. Королевство развивалось как торговая держава, соединяющая Японию, Китай, Корею и Юго-Восточную Азию, создавая уникальную дворцовую культуру.

### Период Сацумы
В 1609 году домен Сацума (в современной префектуре Кагосима) направил экспедицию на Окинаву. С этого времени Королевство Рюкю находилось под управлением Сацума, сохраняя при этом формальные отношения с Китаем. Такая особая дипломатическая позиция позволила королевству продолжать внешнюю торговлю. Внутри страны проводились реформы управления и образования, укреплялись государственные институты. Несмотря на политическое подчинение, рюкюская культура, язык и традиции продолжали развиваться самостоятельно.
В 1872 году правительство Мэйдзи преобразовало королевство в княжество Рюкю, формально включив его в состав Японии. Последний король, Сё Тай, был возведён в титул аристократа и стал князем. В 1879 году, в ходе общенациональной реформы ликвидации княжеств, княжество Рюкю было упразднено, и была создана префектура Окинава.

### Вторая мировая война
Во время Второй мировой войны Окинава стала местом единственного крупного наземного сражения на территории Японии. В ходе операции «Айсберг» силы США высадились на острове. Битва за Окинаву унесла жизни около 200 тысяч человек: около 66 тысяч японских солдат, 12,5 тысяч американцев, и примерно 122 тысячи жителей Окинавы, включая около 28 тысяч местных военнослужащих. Применение тяжёлых вооружений, в том числе обстрелов, бомбардировок и огнемётов, привело к многочисленным жертвам среди гражданского населения.

### Послевоенный период
После окончания войны Окинава оказалась под управлением США, отделившись от остальной Японии. Жители начали восстановление жизни в новых условиях — строились дороги, школы, реформировалась социальная система. Вместо японской иены вводились оккупационные валюты (B-ен и доллар). В этот период на остров пришли элементы американской культуры, и такие блюда как тако-райс и тако стали популярными и по сей день.
15 мая 1972 года Окинава официально была возвращена Японии и снова стала префектурой. В то же время значительная часть американских военных баз осталась, что создало долгосрочные социальные и политические вопросы для региона.

### Современность
Сегодня Окинава активно продвигает свою уникальную культуру и наследие. Рюкюская музыка, традиционный инструмент самисэн, танец эйса и окинавская кухня популярны по всей Японии. Эти элементы нашли отражение даже в поп-культуре и современной музыке.
Окинавские диалекты, входящие в рюкюскую языковую семью, активно сохраняются и передаются молодым поколениям при поддержке государства и местных сообществ. Проводятся занятия по языку в школах, развиваются традиционные искусства и народное пение.
В то же время вопросы, связанные с присутствием военных баз, остаются актуальными. Окинава продолжает играть особую роль в японском обществе как регион с многослойной историей, богатой культурой и потенциалом для дальнейшего развития.

## Административно-территориальное деление
В префектуре Окинава расположено 11 городов и 5 уездов (11 посёлков и 19 сёл).

### Города
Список городов префектуры:
| - Гинован; - Исигаки; - Итоман; - Миякодзима; - Наго; - Нандзё; | - Наха; - Окинава; - Томигусуку; - Урасоэ; - Урума. |

### Уезды
Посёлки и сёла по уездам:
| - Кунигами; - Гинодза; - Иэ; - Кин; - Кунигами; - Мотобу; - Накидзин; - Огими; - Онна; - Хигаси; - Мияко; - Тарама; | - Накагами; - Йомитан; - Кадена; - Китанакагусуку; - Накагусуку; - Нисихара; - Тятан; - Яэяма; - Йонагуни; - Такетоми; | - Симадзири; - Агуни; - Дзамами; - Идзена; - Йонабару; - Ихея; - Китадайто; - Кумедзима; - Минамидайто; - Токасики; - Тонаки; - Хаэбару; - Яэсе. |

## Политика
В настоящее время Окинава отправляет 8 избранных членов в Парламент Японии, 6 в Палату представителей и 2 в Палату советников.

## Демография
Префектура Окинава является одной из пяти «голубых зон» Земли — регионов мира с самой высокой средней продолжительностью жизни на Земле. Окинавцы известны своим долголетием. В префектуре Окинава в пять раз больше долгожителей, чем в остальной Японии и в 100 раз больше, чем на планете Земля[уточнить]. Возможными объяснениями являются окинавская кухня, непринужденный образ жизни, заботливое сообщество и активность. Многие исследователи в области медицины связывают огромное число долгожителей в префектуре Окинава с окинавской кухней, позиционируя её как полезную для здоровья и продлевающую жизнь. По этой же причине в остальной Японии открывают всё больше ресторанов, где подают не традиционные японские блюда, а блюда окинавской кухни.
Окинавская кухня состоит из продуктов с низким содержанием жиров и соли, таких как фрукты и овощи, бобовые, тофу и водоросли. Она особенно известна употреблением фиолетового батата.

## Культура
Окинава развивала свою уникальную культуру, находясь под влиянием Японии, Китая и стран Юго-Восточной Азии. Благодаря этому на архипелаге сложилась одна из самых самобытных культур среди всех регионов Японии. Близость к Кюсю в географическом и культурном смысле также привела к тому, что в культуре Окинавы можно увидеть множество элементов, характерных для Кюсю, наряду с южными народными танцами, музыкальными инструментами и кулинарными традициями. 

Особенно выделяется музыка: так называемая рюкюская пентатоника (琉球音階, Ryūkyū onkai) пользуется популярностью по всей Японии. Эта система звукорядов используется не только в традиционной музыке, но и активно внедряется в современную поп-музыку, создавая звучание, которое легко ассоциируется с атмосферой Окинавы и Кюсю.

### Символы

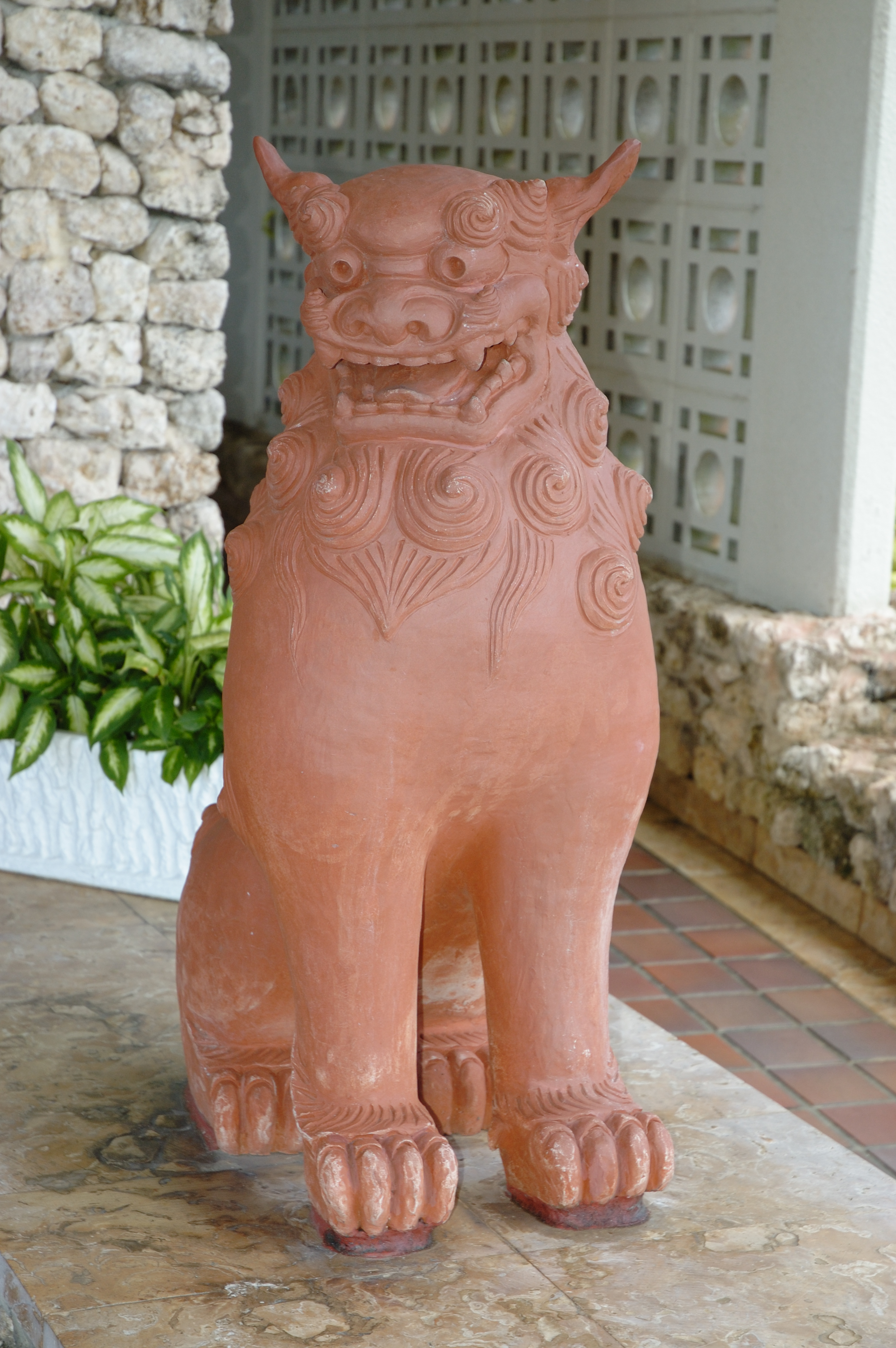
Сиса — талисман Окинавы, полулев-полусобака

Эмблема префектуры была опубликована 15 мая 1972 года. Она представляет собой стилизованную букву «O». Флаг утвердили 13 октября 1972 года.
Цветком префектуры выбрали эритрину пёструю, деревом — сосну лючускую, птицей — окинавского дятла, а рыбой — pterocaesio digramma.
На крыше или воротах почти каждого дома можно заметить пару окинавских собакольвов «сиса», один из них сидит с открытым ртом, чтобы поймать удачу, другой с закрытым, чтобы её сохранить.

### Религия
Религия на Окинаве обычно называется Рюкю-синто (琉球神道). Считается, что Рюкю-синто сохранило больше черт древнего японского синто, чем религиозные практики на японском материке. Благодаря этому оно служит важным объектом исследований в области сравнительной мифологии и религиоведения.

### Кухня
Благодаря своему положению как важного торгового порта, Окинава впитала влияния множества культур и развила уникальные кулинарные традиции. Особенно выражено сходство с кухней Кюсю, и в то же время, в Кюсю широко представлены блюда, заимствованные с Окинавы.
Примеры традиционных блюд Окинавы:
- Окинава-соба (沖縄そば) — лапша в бульоне с мясом.
- Гойя-чампуру (ゴーヤーチャンプルー) — жареное блюдо с горькой дыней, яйцами и тофу.
- Саата-андаги (さーたーあんだぎー) — жареные сладкие пончики.

### Музыкальные инструменты
Самым известным музыкальным инструментом Окинавы, без сомнения, является сансин (三線). Этот инструмент занимает исключительно важное место в культуре жителей Окинавы. Сансин считается предшественником японского сямисэна (三味線), распространённого на материковой части Японии.
На Кюсю существует инструмент под названием готтан (ゴッタン), который считается чем-то средним между сансином и сямисэном; на нём исполняются народные мелодии, схожие по звучанию с окинавской музыкальной гаммой.
Среди других традиционных инструментов Окинавы — парранку (パーランクー), небольшой барабан, используемый в народных танцах, таких как эйса.
Основные инструменты:
- Сансин (三線)
- Парранку (パーランクー)
- Барабаны эйса (エイサー太鼓)